# Supercopa de Andorra 2020
La Supercopa Andorrana 2020 fue la XVIII edición del torneo. Se disputó a un único partido el 20 de enero de 2020 en el Estadio Nacional de Andorra.
El campeón de la Liga y de la Copa fue el mismo equipo; por lo tanto, en esta edición de la Supercopa se enfrentó el campeón de ambas competiciones en la temporada 2019/20 (Inter Club d'Escaldes)  y el subcampeón de la Primera División de la misma temporada (FC Santa Coloma).
El  Inter Club d'Escaldes se impuso por 2-0 al FC Santa Coloma adjudicándose el título por primera vez.

## Participantes
|  | Inter Club d'Escaldes |  |  | Campeón de la Primera División de Andorra (2019-20)    |
|  | FC Santa Coloma       |  |  | Subcampeón de la Primera División de Andorra (2019-20) |

## Final
| 20 de enero de 2020, 20:30 | Inter Club d'Escaldes               | 2:0 (1:0) | FC Santa Coloma | Estadio Nacional, Andorra la Vieja       |                                          |
|                            | Jordi Betriu 5' · Ildefons Lima 67' | Reporte   |                 | Árbitro(s): Rui Miguel Maciel De Queiros | Árbitro(s): Rui Miguel Maciel De Queiros |

### Campeón
| Campeón Supercopa de Andorra 2020 |
| --------------------------------- |
| Inter Club d'Escaldes 1° título   |